# Luz Pichel

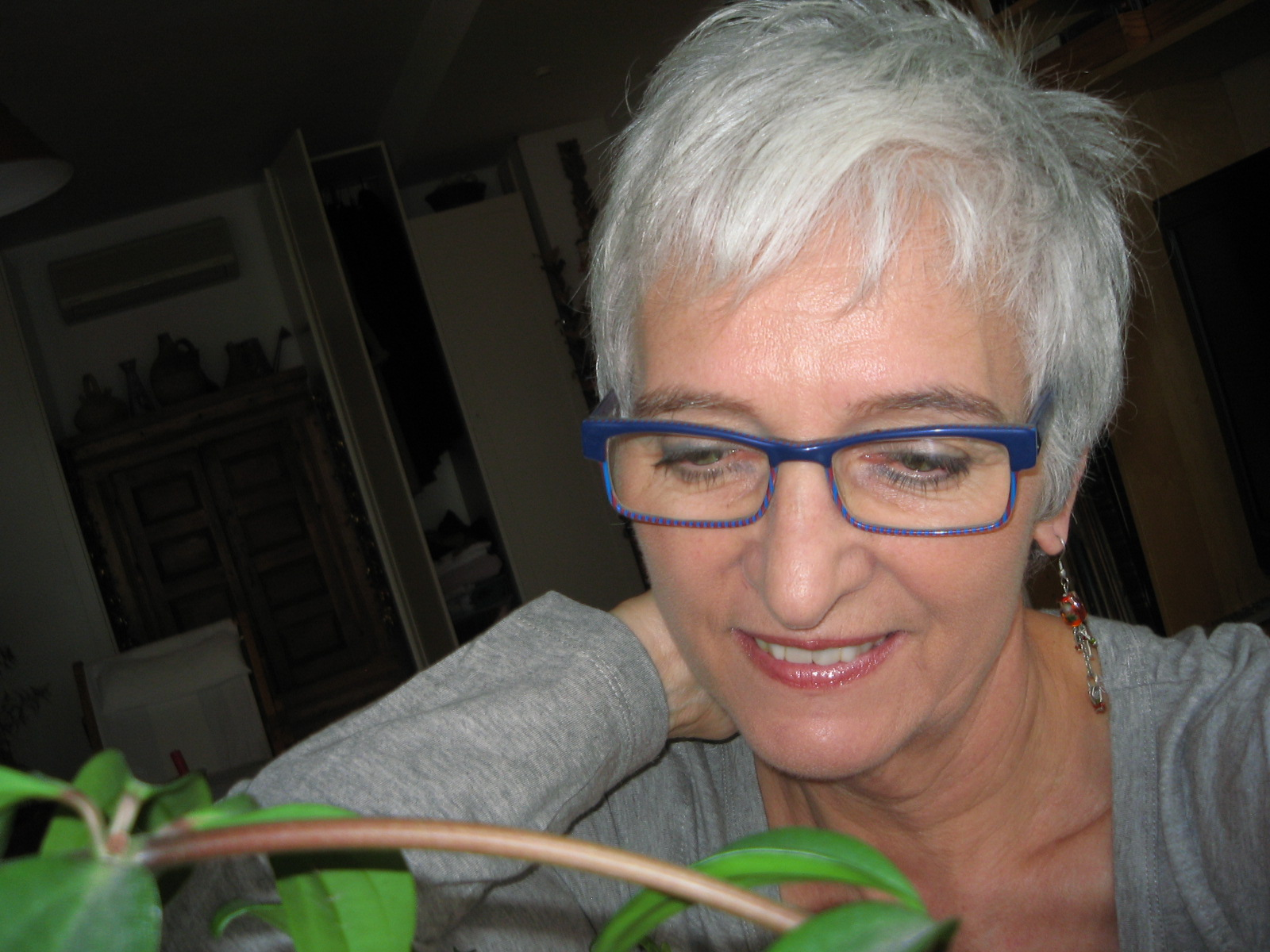
La escritora Luz Pichel, en 2009.

Luz Pichel (Lalín, 1947) es una escritora gallega de poesía, que escribe tanto en castellano como en gallego.

## Biografía
Nació en Alén, parroquia del concejo pontevedrés de Lalín. Es filóloga, catedrática de Lengua y Literatura españolas. Vive entre Madrid y Galicia.
Durante los primeros años en Madrid se centró en su actividad como docente. Fue profesora, entre otros, en los Institutos de Enseñanza Secundaria Herrera Oria, Vega del Jarama y Ágora (Alcobendas), donde se prejubiló en 2007.
Su primera publicación es El pájaro mudo en 1990, un poemario que supondría su única obra durante más de diez años. Entre 2002 y 2009 compaginó su labor como docente con la dirección, junto a Guadalupe Grande, del Centro de Estudios de la Poesía, de la Universidad Popular José Hierro de San Sebastián de los Reyes.
En 2004 la actividad como escritora volvió a primer término, cuando ganó el prestigioso Premio Internacional de Poesía Juan Ramón Jiménez en su edición número veinticuatro con su obra La marca de los potros. Ese mismo año la Universidad Popular de San Sebastián de los Reyes reeditó su primera obra ampliada con tres inéditos (Ángulo de la niebla, Cartas de la mujer insomne y Hablo con quien quiero) bajo el título El pájaro mudo y otros poemas.
En 2006 ganó el Premio Esquío de poesía en lengua gallega. La obra premiada fue Casa pechada. Es esta su primera obra escrita en gallego, su lengua de nacimiento. En 2013 se publicó una personal reescritura de esa obra en castrapo, lengua de frontera y de contacto entre castellano y galego, con el título de Cativa en su lughar. 
Su última obra publicada es Tú Existe. Enmarcado en el proyecto O espello da memoria de A casa do Pozo; es fruto del encuentro entre a poeta Luz Pichel y la ilustradora María Puertas. Poemas y dibujos buscan penetrar en la memoria a partir de un diálogo abierto con los vecinos de Vilar de Bande en la comarca de la Baixa Limia que nos conecta con la tradición oral y el saber popular. 

## Publicaciones

### Obras
Luz Pichel cuenta, en la actualidad, con seis libros publicados:
- El pájaro mudo (1990)
- La marca de los potros (2004)
- El pájaro mudo y otros poemas (2004)
- Casa pechada (2006)
- Cativa en su lughar (2013)
- Tra(n)shumancias (2015)
- CO CO CO U (2017), escrito originariamente en la variante del gallego hablada en la lengua de la autora, traducido al navero (habla local de Las Navas del Marqués) por Ángela Segovia y publicada en bilingüe.[5]
- Din din don y más Hortensias azuis (2021)
- Alén Alén (2021)
- Tú Existe (2023)

### Antologías
También existen diversos poemas de la autora publicados en las siguientes antologías:
- Voces Nuevas (1989)
- Pánica Segunda (1989)
- Y el Verbo se Hizo Carne (2005)
- Jardín en Llamas (2006)
- Agua, Símbolo y Memoria (2006)
- Poesía Viva, Poesía Pura (2007)

### Revistas
Por último, Pichel ha publicado algunos versos en revistas de poesía y literatura:
- Buxía, Arte y Pensamiento, N.º 3. Septiembre de 2004.
- Cuadernos del Matemático, n.º 35. Año XVII. 2005.
- La Sombra del Membrillo, N.º 4. Mayo de 2005.
- Nayagua, N.º 3, año II, 2005.
- Piedra del Molino, N.º 3, 2005.
- El Invisible Anillo, N.º 3. Ed. Eneida, 2006.
- Mester de Vandalía, N.º 2, 2006.
- Nayagua, N.º 4. Año III. 2006.
- Buxía, Arte y Pensamiento, N.º 5, 2007.
- Madrygal, Revista de Estudios Gallegos. Publicaciones Universidad Complutense de Madrid. Vol. 10, 2007.
- Nayagua, n.º 7. Año III. 2007.
- La Sombra del Membrillo, N.º 8. 2007.
- R.E.C. Revista de Erudición Crítica, N.º 3. Facultad de Filología Hispánica de la Universidad Autónoma de Madrid. Ed. Castalia.

### Estudios
- Xosé María Álvarez Cáccamo, O museo poético e antropolóxico de Alén, GRIAL 174, 2007.
- Maria Xesús Nogueira, A fraga da memoria, en LG3 literatura, Consello da Cultura Galega na Rede
- Manuela Palacios González, “How green was my valley: The critique of the Picturesque by Irish and Galician Women Poets”, en Teresa Gómez Reus, Habitar/escribir/conquistar el espacio. 200, N.º 5, abril de 2005.

## Premios
- I Premio Internacional de Poesía “Ciudad de Santa Cruz de la Palma”. (1990)
- XXIV Premio Hispanoamericano de Poesía “Juan Ramón Jiménez”. (2004)
- Premio Esquío en lingua galega (2006)

## Enlaces
- Entrevista en Culturetas
- Entrevista para Literalia Televisión
- Entrevista en el programa Sopa de Poetes (El Prat Ràdio) Archivado el 23 de marzo de 2009 en Wayback Machine.

- Datos: Q9025655
- Multimedia: Luz Pichel / Q9025655